# Resistenza
Resistenza est une organisation clandestine armée qui se réclamait du nationalisme corse. Elle était considérée comme proche du mouvement ANC. Resistenza est issue de la première scission du FLNC, en 1989 (un an avant la division entre FLNC Canal Historique et le FLNC-Canal Habituel). 
En 1990, l'ANC se rapproche du MPA (branche légale du FLNC habituel) par opposition aux "dérives totalisantes" du bloc Cuncolta-FLNC Historique.
Mais 1992 voit un retournement d'alliance dans le cadre de la coalition électorale Corsica Nazione qui unissait l'ANC à la Cuncolta (branche politique du FLNC Canal Historique), Resistenza se retrouve alliée de fait à ce dernier. Ainsi, ses membres furent victime des balles du Canal Habituel, notamment car les militants de l'ANC avaient souvent un agenda connu car ils avaient aussi une vie publique et syndicale.
Ce mouvement était principalement actif dans les années 1990, jusqu'à sa « mise en sommeil » en 1996 et son auto-dissolution en mai 2003.